# Roata de Jos
Roata de Jos est une commune du județ de Giurgiu en Roumanie.